# Novokievsk
Novokievsk (en russe : Новокиевск) est un village de Russie dans l'oblast d'Irkoutsk.

## Géographie
Il se situe à 12 km d'Alzamaï et comptait 120 habitants en 2010 alors qu'il en comptait 168 en 2002.